# Evaniella neomexicana
Evaniella neomexicana är en stekelart som först beskrevs av William Harris Ashmead 1901.  Evaniella neomexicana ingår i släktet Evaniella och familjen hungersteklar. Inga underarter finns listade i Catalogue of Life.